# Nick Daly
Nicholas "Nick" Daly (ur. 19 grudnia 1980) – nowozelandzki zapaśnik walczący w stylu wolnym. Trzynasty na igrzyskach Wspólnoty Narodów w 2002. Trzykrotny medalista mistrzostw Oceanii w latach 2001 - 2002 roku.